# 少年法廷
少年法廷（しょうねんほうてい、英: teen court）は、ティーンコート (teen court)、仲間法廷 (peer court)、青少年法廷 (youth court) とも呼ばれ、アメリカ合衆国で1968年、もしくは1976年に始まったとされている。
少年犯罪の比較的罪の軽微なものについて、非公式な手続きとして同年齢の青少年たちを陪審員として、その罪の処遇を審問させるというものである。これは少年犯罪を犯した青少年にとってだけでなく、それを審問する青少年の側にとっても教育的な効果が大きいと識者の間では評価されている。
2012年2月現在で、アメリカ合衆国の46州630地域で、地域ごとにその手続ややり方にはかなりの違いがあるものの、実際に活用されている制度である。増大化する少年犯罪に対して、日本、そのほかの国々でもこの司法手続に注目する動きがある。